# インドネシア鉄道BB300形ディーゼル機関車
BB300形ディーゼル機関車（ビービー301がたディーゼルきかんしゃ、インドネシア語：Lokomotif BB300）は、インドネシアのディーゼル機関車。クルップ社が製造したM700BB形の、クレタ・アピ・インドネシア（インドネシア鉄道会社、PT.KAI）における形式である。

## 概要
この機関車のエンジン出力は 510kW (680 hp)、重量は 52 トン (51 ロングトン、57 ショートトン) である。駅構内の入換や旅客列車（短距離列車）または貨物列車の運行に使用される。最高速度75 km/h (21 m/s)で走行でき、B'B' 車軸がである。つまり、この機関車には 2 つの台車があり、各台車には互いに接続された 2 つの駆動車軸がある。入換作業では低速で行われるため低速で走行することも多い。
1958年から導入されたD300形とD301形と兄弟機であり運転台の形状は特に類似しており、同じ工場で製造された。兄弟機であるD300形および D301形よりも機関出力が高いため、短距離列車や支線列車の牽引で使われる。
ジャワ島のさまざまな機関区に配置されて運用されたが 、西スマトラ州にも配置されていた。

## 歴史
1958年に17両、1959年に13両が導入され全30両が導入された。導入当初は最高速度が75 km/h (21m/s)であるB13形・B51形・BB10形・C27形などの蒸気機関車の置き換えとして、軽い車軸重しか対応しないライトレール路線（R25・R33）の入換作業や短距離列車などの牽引機関車として運行された。かつては北スマトラ州や西スマトラ州などのスマトラ島の路線にも配置されたが、最終的にジャワ島に転属となったため、スマトラ島には現存しない。
短距離列車の主力でもあり、下記に記述した路線で運行された。
- メラク - タナハバン
- バンジャール - クロヤ
- チラチャプ - クロヤ
- バンジャール - シジュラン
- チバツ - チカジャン
- スマラン・ポンコル - デマック - ブロラ - セプ

- プルウォサリ - ウォノギリ
- クトアルジョ - プルウォレジョ
- スラバヤ・コタ -マラン - ブリタール
- ジェンベル - パナルカン - バニュワンギ
- ジョグジャカルタ - マゲラン

当形式のクラシックな先頭形状と性能は、ヨーロッパの中型機関車と同形状である。 1984年に他のクルップ製機関車と共にエンジンなど動力機関が交換され、耐用年数が延長された。他の油圧式ディーゼル機関車と同様に、耐洪水機関車として使われる。車軸トランスミッション（エンジンは車輪の上に配置）をギアボックスに接続する油圧ディーゼルエンジンを使用しており、モーター動力（牽引モーターは車輪の近くに配置）を使用する電気式ディーゼル機関車との違いである。電気式ディーゼル機関車は、浸水した線路を走行すると短絡してしまうことが知られている。
PT.KAIの電気式ディーゼル機関車への統合計画により、CC201形やCC203形などの幹線用機関車が入換作業に使用され、D300形、D301形、BB300形などの入換用機関車も減少しており、2011年には、マンガライ、バンドン、クトアルジョ、ソロ・バラパン、セプ車庫で入換作業機関車として運用されていたBB300形はわずか9両となった。
最終的にテガル車両工場で入換機関車として運行されたのはBB300 24号機であった。[3]残りはすべて2015年以降は運用離脱しており、現在もチカンペック駅、ジョグジャカルタ車両工場、シドトポ機関区、クロヤ駅などジャワ島各地に廃棄されたBB300形が散在している。
2024年11月、テガル機関区で入換機関車として使用されたBB300 24号機がジョグジャカルタ車両工場へ転属し、D301 44号機の入換機関車を置き換えた。

## 配置
BB300形が全30両導入された。鉄道事故や置き換えにより多くは運用を離脱している。運用されているのは 1両のみとなっている。
| 配置場所                 | 配置場所 | 車両番号                   |
| 機関区名                 | 電報略号 | 車両番号                   |
| ------------------------ | -------- | -------------------------- |
| ジョグジャカルタ車両工場 | BY YK    | BB 300 24 (BB300 58 07) SO |

## 保存
保存機に選ばれたのは、2015年以来チカンペック駅に留置されていたBB 300 17号機であった。2019年9月29日にPT.KAIは、チカンペック駅にBB 300 17号機を保存することを決定した。保存式典には、2014年から2019年まで国営企業大臣を務めたリニ・スマルノと、PTケレタ・アピ・インドネシアの社長エディ・スクモロも出席した。DKA・PNKA・PJKAにかけて使用された黄緑色の塗装が塗られている。

## 技術概要
- 寸法

1. レバーセプル:  1.067 mm  (  3 フィート 6 インチ )
2. 体長: 10,000  mm  (10 ヤード 2 フィート 10 インチ )
3. 連結器間の距離: 11,890  mm  (13 ヤード 0 フィート 0 インチ )
4. レバーバダン: 2.720  mm  (2 ヤード 2 フィート 11 インチ )
5. 最大高さ: 3,700  mm  (4 ヤード 0 フィート 2 インチ )
6. 車軸距離: 3,200  mm  (3 ヤード 1 フィート 6 インチ )
7. ピボット間距離: 5,000  mm  (5 ヤード 1 フィート 5 インチ )
8. 駆動輪直径: 904  mm  (2 フィート 11.6 インチ )
9. 連結器の高さ: 760  mm  (2 フィート 6 インチ )

- 重さ

1. 空虚重量：336 トン （331 長トン 、370 短トン ）
2. 準備重量：36 トン （35 長トン 、40 短トン ）
3. 接着重量：36 トン （35 ロングトン 、40 ショートトン ）

- モーターディーゼル

1. タイプ: MB 820 B、マイバッハ メルセデスベンツ
2. タイプ: 4ステップ
3. エンジン出力: 510  kW  (680  hp  )
4. 発電機/コンバータへの電力: 466  kW  (625  hp )

- トラクションモーター/コンバータ

1. 主電動機数：1台
2. エンジン型式：クルップ 2 WZLI-15

- 公演

1. 最高速度: 75 km/h  (21  m/s  )
2. 最大引張力（接着力）：9,560  kgf  （93,800  N  ; 21,100  lbf  ）
3. 最低連続速度: 10 km/h  (2.8  m/s  )
4. 最小カーブ半径: 80 m  (87 ヤード 1 フィート 6 インチ )

- 容量

1. 燃料: 1,500 リットル (330 英ガロン ; 400 米ガロン )
2. 潤滑油: 120 リットル (26 英ガロン ; 32 米ガロン )
3. 冷却水: 450 リットル (99 英ガロン ; 120 米ガロン )
4. パシル: 350 リットル (77 英ガロン ; 92 米ガロン )
5. トランスミッションオイル: 300 リットル  (66 インペリアルガロン ; 79 米ガロン )

- その他

1. ブレーキシステム： 圧縮空気ブレーキ、パーキングブレーキ
2. コンプレッサータイプ: Erchard & Schm